# Janina Wojtal
Janina Wojtal, coniugata Barrez (Cracovia, 17 novembre 1942), è un'ex cestista polacca.

## Carriera
Con la Polonia ha disputato sei edizioni dei Campionati europei (1962, 1964, 1966, 1968, 1970, 1972).